# HD 128279
HD 128279 – podolbrzym należący do ciągu głównego (typ widmowy G0), położony w gwiazdozbiorze Hydry, odległy o 168 parseków od Ziemi.
HD 128279 jest bardzo starą gwiazdą, jej wiek szacowany jest na prawie 12 miliardów lat, o niskiej metaliczności. W 2012 w widmie HD 128279 i dwóch innych bardzo starych gwiazd (BD +17 3248 i HD 108317) po raz pierwszy odkryto ślady telluru.
W kosmosie tellur może powstawać wyłącznie w wyniku reakcji jądrowej znanej jako proces r. Do procesu r dochodzi najprawdopodobniej przy wybuchach supernowych typu Ib, Ic oraz II, choć istnieją także teorie wyjaśniające możliwość zaistnienia procesu r w innych przypadkach. Odkrycie telluru w tak starych gwiazdach potwierdza teorię pochodzenia tego pierwiastka z wybuchów supernowych.